# 司法星族
司法星族是一個龐大的S-型的小行星族，是最著名的小行星族之一，小行星帶中大約有5%的小行星屬於這個星族。

## 司法星族的特徵

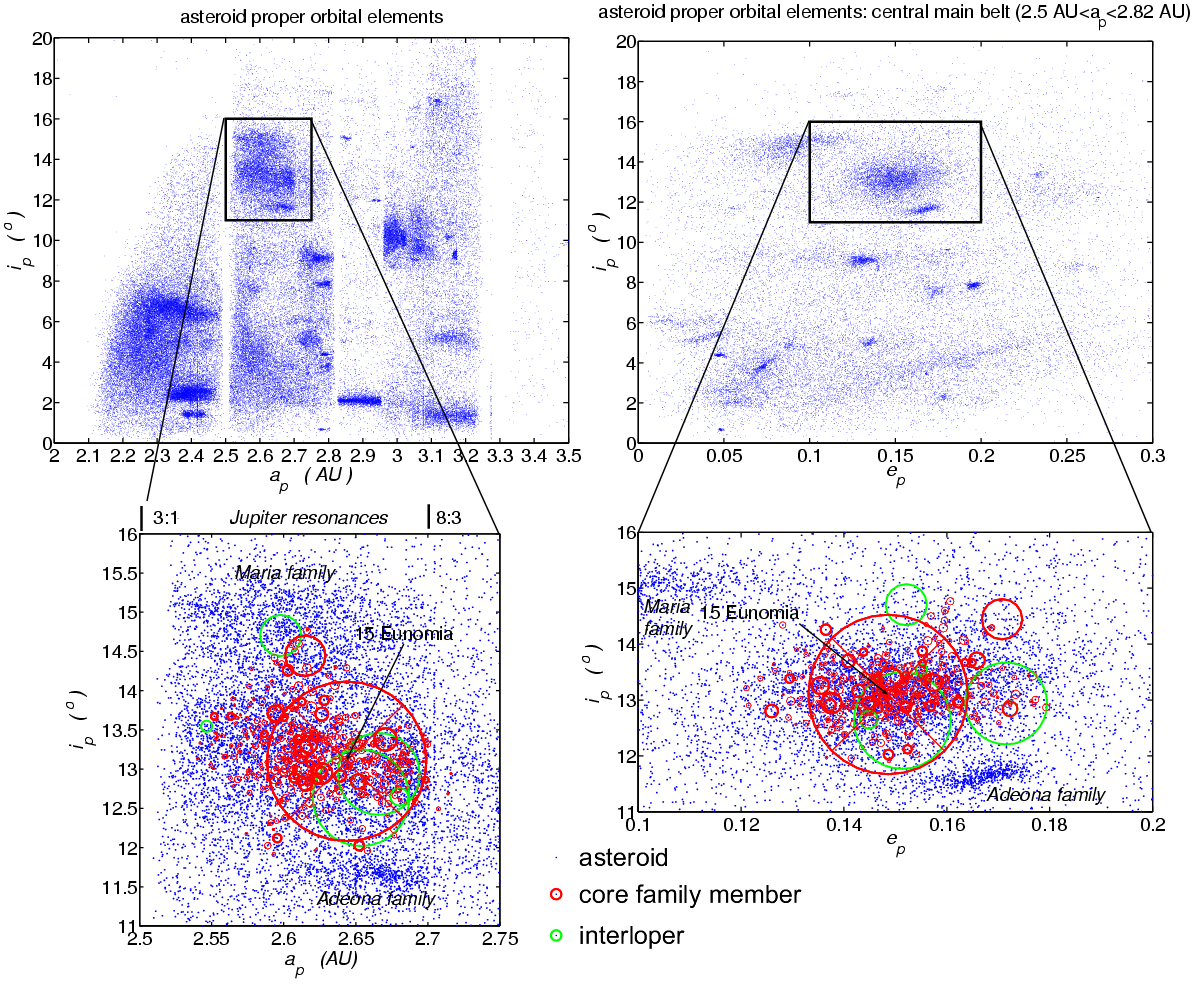
左图横轴是轨道半长径，纵轴是轨道倾角，右图横轴是偏心率，纵轴是轨道倾角。图中数据点密集的区域表示一个星族，黑框选中的部分是司法星族。

司法星族中最大的一个是15号小行星司法星，它同时也是S-型石質小行星中最大的，其最长直径大約是300公里，平均直徑為250公里，位于整個星族的質心附近。据估計该星族的母体原本平均直径為280公里，在一次災變性的撞擊中瓦解，產生了這個星族，而司法星包含了整个母体物质的70%-75%。这个星族的母體很可能是在行星分化的最後階段被撞毀的，因為司法星的表面和更小的星族成員的光譜顯示出有一些差異。另有研究顯示，在发生毀滅性的撞擊之前，已經有一些小的撞擊創使其发生了碎裂。撞擊物可能是一颗直徑50公里或者更小，但是十分堅硬的小行星，撞擊速度大約是每小时22,000公里。
星族中其它成員規則地分佈在司法星軌道周圍。该星族的第二大成員是直徑約65公里的258号小行星第谷，但是其軌道位于整个星族的边缘，因此有可能是外来者。能够确认的最大的星族成员直徑是30公里，在这一范围内的有好幾顆。 
光譜研究顯示，虽然司法星族的小行星均属S-型，但是化学组成的分布范围颇为引人注目。它们的表面大体上是石质的（不是冰），包含有硅酸盐和鎳-鐵，比相同大小的小行星明亮。
司法星族包含的小天体的数量相对较多。它们当中大多数都有因二次碰撞、引力扰动、雅科夫斯基效应而具有随时间而被逐渐“侵蚀”的现象，這表明司法星族是不久前才形成的（以天文學的時間尺度來看）。
卡西尼-惠更斯号探测器曾于2000年飛越该星族的2685号小行星马瑟斯基，但距離仍遠達100萬公里，未能解決表面特徵的問題。

## 司法星族的位置和尺寸
司法星族和木星的轨道共振為3:1到8:3，并且轨道倾角相对较高。
Zappalà等人用HCM數值分析方法確定了该星族的一大群核心成員，其固有轨道根数的范围近似如下：
|        | 半長軸ap | 離心率ep | 軌道傾角ip |
| ------ | -------- | -------- | ---------- |
| 最小值 | 2.54 AU  | 0.121    | 11.6°      |
| 最大值 | 2.72 AU  | 0.180    | 14.8°      |

当前曆元下(2000.0)，其核心成員的密切轨道元素如下：
|        | 半長軸a | 離心率e | 軌道傾角i |
| ------ | ------- | ------- | --------- |
| 最小值 | 2.53 AU | 0.078   | 11.1°     |
| 最大值 | 2.72 AU | 0.218   | 15.8°     |

Zappalà在1995年進行的分析中發現了439顆核心成員。他用於搜尋固有轨道根数的数据库有96,944顆小行星的資料。2005年，仍然有4,649顆天體位於上面第一張表所确定的范围內，大约相當於所有小行星帶成員的5%。

## 司法星族的外来者
一些外来者与星族中的成员具有相近的轨道根数，但是它们的光谱有差异，表明它们的化学组成不同，因此并非来自同一次碎裂。下面是一些用光譜巡天和PDS的小行星数据集确认的外来者，它们都不属于S-型小行星：85 Io、141 Lumen、546 Herodias、657 Gunlöd、1094 Siberia、和1275 Cimbria。